# Tore Sjöstrand
Thore ("Tore") Ingvar Sjöstrand (Huddinge, 31 de julho de 1921 – Växjö, 26 de janeiro de 2011) foi um meio fundista sueco, campeão olímpico dos 3000 metros com obstáculos.
Seu sonho de ser um campeão olímpico começou muitos anos antes quando, um menino pobre morando em Upsália, filho de um pai que não o reconhecia, achou um livro sobre os Jogos Olímpicos de Berlim na lata de lixo na mercearia onde trabalhava. Aos 18 anos começou a competir nos 10000 m e nos 5000 m, que achou terrivelmente maçante e passou a focar nas corridas com obstáculos. Sua primeira vitória, em 1941, no campeonato júnior realizado em  Gevália, foi nos 1500 m com obstáculos, contra o então favorito, Sven Gärderud, futuro pai do futuro campeão olímpico e recordista mundial dos 3000 m steeplechase, Anders Gärderud.
Após o domínio absoluto dos finlandeses nas provas de steeplechase antes da II Guerra Mundial, os suecos passaram a dominar a prova durante e depois da guerra, e conquistaram os três primeiros lugares desta prova no Campeonato Europeu de Atletismo de 1946 e nos Jogos Olímpicos de Londres 1948. Tore Sjöstrand surgiu no cenário internacional ao conquistar a medalha de bronze no Europeu em 1946, em Oslo. Dois anos depois, em Londres, tornou-se campeão olímpico superando seus compatriotas  Erik Elmsäter – o recordista mundial – e Göte Hagström, que ficaram com a prata e o bronze, num pódio exclusivamente sueco.
Foi campeão sueco desta prova em 1947–48. Abandonou o esporte após um oitavo lugar no Campeonato Europeu de Atletismo de 1950. Sua melhor marca foi 8:59.8.